# Alzina de Can Gol
L'alzina de Can Gol és una carrasca (Quercus ilex subsp. ballota) de Sant Martí de Tous, a l'Anoia, documentada com un dels arbres més grossos d'aquesta comarca i una de les alzines més velles de la Catalunya interior. Quedà calcinada per causa de l'incendi forestal de Santa Coloma de Queralt de juliol de 2021. Malgrat la destrucció total de la part aèria de l'arbre, l'alzina va acabar rebrotant al cap de dos anys.

## Descripció
L'alzina està situada dins l'espai d'interès natural (EIN) de la Serra de Miralles-Queralt. Calia accedir a Sant Martí de Tous per la carretera BV-2202. Un cop allà, s'havia de prendre la pista que duu a l'Aubereda, on s'hi trobaven senyalitzacions fins a Can Gol i l'alzina, que portava el nom de la masia (totalment enrunada ja des d'abans de l'incendi de 2021). GPS 31T 0375911 4599596. Estava situada enmig de prats i horta de secà amb pineda de pi blanc i una ribera força seca. Fou un indret de conreus de tomàquet, patata, meló i carabassó, els quals estaven vorejats d'exemplars d'àlber, roure valencià, alzina, càdec, garric, romaní, gavarra, bruc d'hivern i argelaga, i quant a bardisses i herbes, de rogeta, farigola, lleteresa de bosc, amargot, perpètua, gavó menut, herba blenera, colitx, arròs de pardal, plantatge de fulla estreta i malrubí. Pel que fa a la fauna, ocupà una zona en què a l'estiu s'hi poden observar sargantanes ibèriques, orenetes cuablanques, falciots, gafarrons, oriols, aligots i ratolins de bosc.
L'arbre, abans d'ésser calcinat per l'incendi, era de ple de vellíssimes necrosis i importants concavitats, algunes de les quals tenien una forma força peculiar. Concretament, hi havia un forat de més de 50 cm a 1,80 cm aproximadament, al tronc principal. Els xilòfags hi havien treballat molt a l'interior del tronc i les branques, sobretot el banyarriquer. També hi havia molts reveixins voltant per tota l'alzina, la qual cosa vol dir que la seua població devia ser molt elevada. Tot plegat, a més de la senectut de l'arbre, donà com a resultat certa sequera als àpexs de les branques baixes i un empobriment globalitzat, afavorit per l'estricte règim hídric de l'indret on va créixer aquesta alzina. A més, de tant que havien crescut dues de les seves branques havien acabat per encreuar-se, tot formant un ull.
Hi havia persones que semblaven trobar en aquesta vella alzina algunes virtuts de bruixeria en una de les cavorques del tronc. És per això que antigament havia estat habitual trobar-hi restes d'ofrenes.

## Dades descriptives
- Perímetre del tronc a 1,30 m: 4,50 m.
- Perímetre de la base del tronc: 10,72 m.[1]
- Alçada: 12 m.
- Amplada de la capçada: 17,8 m.
- Altitud sobre el nivell del mar: 524 m.